# Aalanden-Zuid
Aalanden-Zuid is een buurt in de wijk Aa-landen in Zwolle.

## Beschrijving
De wijk ligt ingesloten tussen de Zwartewaterallee in het noorden en de A28 in het zuiden. De Rijnlaan loopt van noord naar zuid door de buurt.
De eerste woningen werden gebouwd in 1967. De opzet was om een wijk met veel groen aan te leggen. Dwars door de wijk loopt dan ook een groene zone (bekend als de 'Groene Vinger' van de stad, een benaming die refereert aan de 'Zwolse Blauwvingers'), waarin de Westerveldse Aa met haar uitloopgebieden ligt. De wijk heeft weinig hoogbouw, kronkelige wegen en woonerven. De woningen hebben ook een afwisselend uiterlijk, en vormen geen 'eenheidsworst'. Anno 2010 stonden er 1040 woningen in de buurt Aa-landen-Zuid.
Wijken: Aa-landen · Assendorp · Berkum · Binnenstad · Diezerpoort · Hanzeland · Holtenbroek · Ittersum · Kamperpoort-Veerallee · Marsweteringlanden · Poort van Zwolle · Schelle · Soestweteringlanden · Stadshagen · Vechtlanden · Westenholte · Wipstrik

Buurten: Aalanden-Midden · -Noord · -Oost · -Zuid · Bagijneweide · Berkum · Binnenstad-Noord · -Zuid · Bollebieste · Breecamp · Breezicht · Brinkhoek · De Tippe · Dieze-Centrum · Frankhuis · Gerenbroek · Gerenlanden · Geren · Haerst · Hanzeland · Harculo en Hoog-Zuthem · Herfte · Het Noorden · Hogenkamp · Holtenbroek I · II · III · IV · Indische Buurt · Ittersumerbroek · Ittersumerlanden · Kamperpoort  · Katerveer-Engelse Werk · Langenholte · Mastenbroek · Meppelerstraatweg-Zuid · Milligen · Nieuw-Assendorp · Noordereiland · Oldenelerbroek · Oldenelerlanden-Oost · -West · Oud-Assendorp · Oud-Westenholte · Oud Ittersum · Oud Schelle · Pierik · Schelle-Zuid en Oldeneel · Schellerbroek · Schellerhoek · Schellerlanden · Schildersbuurt · Schoonhorst · Spoolde · Stadsbroek · Stationsbuurt · Tolhuislanden · Veerallee · Veldhoek · Vreugderijk · Werkeren · Westenholte-Stins · Wezenlanden · Wijthmen · Windesheim · Wipstrik-Noord · -Zuid · Zwolle-Zuid

Bedrijventerreinen: Floresstraat · Hanzeland · Hessenpoort · Marslanden (-Noord · -Zuid) · Oosterenk · Voorst (Voorst-A · Voorst-B · Voorst-C) · Voorsterpoort · De Vrolijkheid